# Вакуп
Вакуп је насеље у Србији у општини Алексинац у Нишавском округу. Према попису из 2022. било је 706 становника (према попису из 1991. било је 844 становника).

## Демографија
У насељу Вакуп живи 605 пунолетних становника, а просечна старост становништва износи 39,8 година (39,2 код мушкараца и 40,3 код жена). У насељу има 241 домаћинство, а просечан број чланова по домаћинству је 3,07.
Ово насеље је великим делом насељено Србима (према попису из 2002. године).
|  |

| Демографија | Демографија | Демографија |
| Година      | Становника  | Становника  |
| ----------- | ----------- | ----------- |
| 1948.       | 612         |             |
| 1953.       | 637         |             |
| 1961.       | 677         |             |
| 1971.       | 622         |             |
| 1981.       | 732         |             |
| 1991.       | 844         | 840         |
| 2002.       | 740         | 766         |

| Етнички састав према попису из 2002.‍ | Етнички састав према попису из 2002.‍ | Етнички састав према попису из 2002.‍ | Етнички састав према попису из 2002.‍ | Етнички састав према попису из 2002.‍ |
| ------------------------------------ | ------------------------------------ | ------------------------------------ | ------------------------------------ | ------------------------------------ |
|                                      |                                      |                                      |                                      |                                      |
| Срби                                 | Срби                                 |                                      | 722                                  | 97,56%                               |
| Бугари                               | Бугари                               |                                      | 3                                    | 0,40%                                |
| Црногорци                            | Црногорци                            |                                      | 1                                    | 0,13%                                |
| Хрвати                               | Хрвати                               |                                      | 1                                    | 0,13%                                |
| Македонци                            | Македонци                            |                                      | 1                                    | 0,13%                                |
| непознато                            | непознато                            |                                      | 11                                   | 1,48%                                |

| Година пописа     | 1948. | 1953. | 1961. | 1971. | 1981. | 1991. | 2002. |
| ----------------- | ----- | ----- | ----- | ----- | ----- | ----- | ----- |
| Број домаћинстава | 128   | 141   | 170   | 164   | 189   | 219   | 241   |

| Број чланова      | 1  | 2  | 3  | 4  | 5  | 6 | 7 | 8 | 9 | 10 и више | Просек |
| ----------------- | -- | -- | -- | -- | -- | - | - | - | - | --------- | ------ |
| Број домаћинстава | 36 | 62 | 57 | 47 | 24 | 8 | 5 | 1 | 0 | 1         | 3,07   |

| Пол    | Укупно | Неожењен/Неудата | Ожењен/Удата | Удовац/Удовица | Разведен/Разведена | Непознато |
| ------ | ------ | ---------------- | ------------ | -------------- | ------------------ | --------- |
| Мушки  | 301    | 80               | 203          | 12             | 6                  | 0         |
| Женски | 326    | 56               | 209          | 53             | 8                  | 0         |
| УКУПНО | 627    | 136              | 412          | 65             | 14                 | 0         |

| Пол    | Укупно                    | Пољопривреда, лов и шумарство | Рибарство                            | Вађење руде и камена | Прерађивачка индустрија       |
| ------ | ------------------------- | ----------------------------- | ------------------------------------ | -------------------- | ----------------------------- |
| Мушки  | 153                       | 16                            | 1                                    | 10                   | 74                            |
| Женски | 76                        | 7                             | 0                                    | 0                    | 25                            |
| УКУПНО | 229                       | 23                            | 1                                    | 10                   | 99                            |
| Пол    | Производња и снабдевање   | Грађевинарство                | Трговина                             | Хотели и ресторани   | Саобраћај, складиштење и везе |
| Мушки  | 5                         | 13                            | 13                                   | 4                    | 2                             |
| Женски | 1                         | 0                             | 11                                   | 4                    | 2                             |
| УКУПНО | 6                         | 13                            | 24                                   | 8                    | 4                             |
| Пол    | Финансијско посредовање   | Некретнине                    | Државна управа и одбрана             | Образовање           | Здравствени и социјални рад   |
| Мушки  | 0                         | 0                             | 6                                    | 6                    | 2                             |
| Женски | 0                         | 2                             | 1                                    | 7                    | 16                            |
| УКУПНО | 0                         | 2                             | 7                                    | 13                   | 18                            |
| Пол    | Остале услужне активности | Приватна домаћинства          | Екстериторијалне организације и тела | Непознато            | Непознато                     |
| Мушки  | 1                         | 0                             | 0                                    | 0                    | 0                             |
| Женски | 0                         | 0                             | 0                                    | 0                    | 0                             |
| УКУПНО | 1                         | 0                             | 0                                    | 0                    | 0                             |